# 烏克萊亞河
53°45′11″N 15°16′15″E / 53.75306°N 15.27083°E
烏克萊亞河是波蘭的河流，位於該國西北部，處於西波美拉尼亞省，屬於雷加河的左支流，河道全長48公里，流域面積453平方公里。